# Schwache Markoweigenschaft
Die schwache Markoweigenschaft ist in der Wahrscheinlichkeitstheorie eine Eigenschaft eines stochastischen Prozesses. Sie wird genutzt, um allgemeine Markowprozesse zu definieren, und ist eine Verschärfung der elementaren Markoweigenschaft, da sie im Gegensatz zu dieser noch fordert, dass die Übergangswahrscheinlichkeiten zwischen den Zuständen unabhängig vom Zeitpunkt des Übergangs sind. Meist wird die schwache Markoweigenschaft als "die Markoweigenschaft" bezeichnet und auf den Zusatz "schwach" verzichtet.

## Definition
Gegeben sei ein stochastischer Prozess {\displaystyle (X_{t})_{t\in T}} mit Werten in {\displaystyle (E,{\mathcal {B}}(E))} und Zeitmenge {\displaystyle T\subset [0,\infty )}, die außerdem abgeschlossen bezüglich Addition sei und die 0 enthält. Sei {\displaystyle \mathbb {F} =({\mathcal {F}}_{t})_{t\in T}} die erzeugte Filtrierung des Prozesses.
Man definiert den Markowkern der Übergangswahrscheinlichkeiten zur Zeitdifferenz {\displaystyle t} als Kern von {\displaystyle (E,{\mathcal {B}}(E))} nach {\displaystyle (E,{\mathcal {B}}(E))} durch
{\displaystyle \kappa _{t}(x,A):=P_{x}(X_{t}\in A)}
für {\displaystyle A\in {\mathcal {B}}(E)}. Dabei ist {\displaystyle P_{x}(X_{t}\in A)} die Wahrscheinlichkeit, zum Zeitpunkt {\displaystyle t} in {\displaystyle A} zu sein, wenn man in {\displaystyle X_{0}=x\in E} gestartet ist.
Der Prozess hat dann die schwache Markoweigenschaft, wenn für beliebiges {\displaystyle s,t\in T} und alle {\displaystyle A\in {\mathcal {B}}(E)} und alle {\displaystyle x\in E} gilt, dass
{\displaystyle P_{x}(X_{s+t}\in A|{\mathcal {F}}_{s})=\kappa _{t}(X_{s},A)}
ist ({\displaystyle P_{x}}-fast sicher).

## Interpretation
Die σ-Algebra {\displaystyle {\mathcal {F}}_{s}} enthält die Informationen über den Verlauf des Prozesses vom Start bis zum Zeitpunkt {\displaystyle s}, demnach ist entsprechend dem bedingten Erwartungswert die bedingte Wahrscheinlichkeit {\displaystyle P(X_{s+t}\in A|{\mathcal {F}}_{s})} die Wahrscheinlichkeit, zum späteren Zeitpunkt {\displaystyle s+t} in {\displaystyle A} zu sein, wenn das Vorwissen {\displaystyle {\mathcal {F}}_{s}} über den Prozess bekannt ist.
Entsprechend der obigen Ausführung ist dann {\displaystyle \kappa _{t}(X_{s},A)} die Wahrscheinlichkeit, bei Start in {\displaystyle X_{s}} nach {\displaystyle t} Zeiteinheiten in {\displaystyle A} zu sein. Die bedeutet Folgendes: Fixiert man zu einem beliebigen Zeitpunkt {\displaystyle s} einen Zustand {\displaystyle X_{s}} und geht dann von diesem Zustand mit dem Wissen über die gesamte Vergangenheit des Prozesses nochmals {\displaystyle t} Zeitschritte nach vorn, so ist die Wahrscheinlichkeit für das Eintreffen des Ereignisses {\displaystyle A} dieselbe, wie wenn man direkt im fixierten Zustand {\displaystyle X_{s}} gestartet hätte und um {\displaystyle t} nach vorn gegangen wäre. Die Vergangenheit des Prozesses hat also keinen Einfluss auf die Übergangswahrscheinlichkeiten. So gesehen hat der Prozess ein „kurzes Gedächtnis“. Außerdem hat auch der Zeitpunkt {\displaystyle s} keinen Einfluss auf die Übergangswahrscheinlichkeiten, der Prozess ist also homogen.

## Verallgemeinerungen
Eine Verallgemeinerung der schwachen Markoweigenschaft ist die starke Markoweigenschaft. Sie fordert bei einem Markowprozess, dass die schwache Markoweigenschaft nicht nur für deterministische Zeitpunkte gilt, sondern dass sie auch für (zufällige) Stoppzeiten gilt.